# San Quirino
San Quirino – miejscowość i gmina we Włoszech, w regionie Friuli-Wenecja Julijska, w prowincji Pordenone.
Według danych na rok 2009 gminę zamieszkiwały 4226 osoby, 75 os./km².